# Яо, Янн Майкл
Янн Майкл Яо (фр. Yann Michael Yao; 20 июня 1997, Дабу) — ивуарийский футболист, левый полузащитник.

## Биография
На родине выступал за клуб «Денгеле». Летом 2017 года перешёл в клуб второго дивизиона Австрии «Флоридсдорф», где сыграл только один матч — 18 августа 2017 года в игре против «Капфенберга» вышел на замену на 80-й минуте вместо Кевина Хинтербергера.
В начале 2018 года перешёл в эстонский клуб «Пайде ЛМ». Дебютный матч в чемпионате Эстонии сыграл 3 марта 2018 года против «Левадии», а свой первый гол забил 10 августа 2018 года в ворота «Флоры». Всего за два сезона сыграл 61 матч и забил 15 голов в чемпионате страны, 6 матчей и 8 голов в Кубке Эстонии. В сезоне 2019 года вошёл в десятку лучших снайперов лиги с 11 голами, а также сделал 12 результативных передач, заняв третье место по этому показателю. В одном из кубковых матчей, 4 сентября 2019 года против клуба «Вольта» (13:0) забил 5 голов.
С 2020 года в течение нескольких сезонов выступал за клубы Словакии. В составе «Спартака» (Трнава) дебютировал в высшем дивизионе Словакии 16 февраля 2020 года в матче против «Слована» (Братислава). В сезоне 2020/21 вместе со «Спартаком» стал бронзовым призёром чемпионата страны и летом 2021 года сыграл 4 матча в Лиге конференций. В августе 2021 года перешёл в «Середь», а летом 2022 года присоединился к дебютанту высшего дивизиона «Скалица».

## Достижения
- Бронзовый призёр чемпионата Словакии: 2020/21